# Подопригора, Владимир Николаевич
Влади́мир Никола́евич Подопригора́ (род. 14 августа 1954, Балхаш, Карагандинская область, Казахская ССР, СССР) — советский государственный деятель и политический активист, лидер Демократической партии России (2003—2005).

## Биография

### Образование
Имеет ученую степень кандидат экономических наук.
- 1977 год — окончил Ижевский механический институт
- 1991 год — окончил Академию народного хозяйства
- 1993 год — окончил Дипломатическую Академию МИД России

### Карьера
- 1980—1983 — второй секретарь Можгинского городского комитета ВЛКСМ.
- 1981—1983 — член Можгинского городского комитета народного контроля.
- 1983—1984 — инструктор промышленно-транспортного отдела Можгинского городского комитета КПСС.
- 1985—1988 — заведующий промышленно-транспортным отделом Можгинского городского комитета КПСС.
- С 1986 года — депутат Можгинского городского Совета народных депутатов.
- 1988—1990 — первый заместитель председателя Можгинского городского Исполнительного комитета Совета народных депутатов.
- 1990—1993 — народный депутат РСФСР, член Верховного Совета РСФСР, член Совета национальностей.
- 1990—1992 — заместитель председателя Комитета Верховного Совета РСФСР по вопросам межреспубликанских отношений, региональной политики и сотрудничеству.
- В 1991 году — член Совета Национальностей Верховного Совета СССР
- С 1991 года — вице-президент клуба «Бизнес и политика».
- 1992—1993 — сопредседатель фракции «Согласие ради прогресса» Верховного Совета Российской Федерации.
- 1990—1993 — член Конституционной Комиссии, член Конституционного Совещания Российской федерации.
- 1992—1993 — председатель Комитета Верховного Совета РСФСР по вопросам межреспубликанских отношений, региональной политики и сотрудничеству, член Президиума Верховного совета РСФСР.
- 1992—1993 — член Высшего экономического Совета России.
- С 1992 года — член Исполнительного комитета международного проекта «Восток — Запад. Парламентская практика».
- 1993—1994 — руководитель аппарата Федерального Собрания Российской Федерации.
- 1993—1996 — депутат Совета Федерации Федерального Собрания Российской Федерации.
- 1993—2022 — председатель общественного объединения «Ассамблея Парламентариев».
- 1994—2022 — председатель попечительского совета Восточно-Европейского международного университета.
- 1994—1996 — председатель Комитета по международным делам Совета Федерации Федерального Собрания Российской Федерации, член Политического Комитета Парламентской Ассамблеи Совета Европы и председатель Внешнеполитической Комиссии Межпарламентской Ассамблеи стран СНГ.
- 1996—2008 — заместитель Главы администрации Новгородской области — представитель Новгородской области при Правительстве Российской Федерации.
- 1996—2021 — председатель наблюдательного совета Международного Библиотечного Информационно-аналитического центра.
- 2002—2022 — Генеральный секретарь общественного объединения «Центр поддержки профессиональных союзов и гражданских инициатив „Профцентр“»

Кандидат на выборах президента России в 1996 г.

## Семья
- Отец — Николай Борисович (1929—1999) — железнодорожник.
- Мать — Полина Кузьминична (урожд. Соколова) (1934 г. р.) — работник железнодорожного транспорта.
- Жена — Раиса Харисовна Садыкова
- Дети — Руслан (1978 г. р.), Анисья (1982 г. р.).